# Gborkorkor
Gborkorkor är en klan i Liberia.   Den ligger i regionen Margibi County, i den centrala delen av landet, 90 km öster om huvudstaden Monrovia.